# Charakterystyka regulacyjna
Charakterystyka regulacyjna jest wykonywana w celu określania sposobu regulacji silnika poprzez dobór odpowiednich elementów układu zasilania i sterowania. Przykładem wykorzystania tej charakterystyki jest jej analiza zmierzająca do ograniczana zadymienia spalin w silnikach o zapłonie samoczynnym.